# Цитра
Ци́тра (нем. Zither) — струнный щипковый музыкальный инструмент, получивший наибольшее распространение в Австрии и Германии в XVIII веке, также известна и у венгров. Имеет плоский деревянный корпус неправильной формы (длина около 55 см, ширина около 25—30 см), поверх которого натянуто от 15 до 45 струн (в зависимости от размера инструмента). Несколько ближайших к исполнителю струн (обычно 4—5), натянутых над грифом с металлическими ладами, защипываются надетым на большой палец правой руки плектром, на них играется мелодия. Оставшиеся струны сгруппированы в несколько заранее настроенных аккордов, которые играются одновременно с мелодией.
Слово цитра является одним из нескольких названий музыкальных инструментов, происходящих от названия древнегреческого щипкового инструмента кифара (др.-греч. κιθάρα, лат. cithara).
Выделяют различные виды цитр: дискант-цитра, концертная цитра, прима-цитра, теноровая цитра, альтовая цитра, басовая цитра и др. Общий объём группы — от соль контроктавы до ре четвёртой октавы. Цитра чаще всего солирует в оркестровых произведениях.
Цитра известна в Западной Европе с конца XVIII века, в России появилась во второй половине XIX века. В XIX веке существовали общества и академии цитристов (исполнителей на цитре), в России с 1883 по 1904 год издавался специализированный журнал «Русский цитрист».
Аналогичные инструменты древнего происхождения встречаются у многих народов, в том числе и народов, проживающих на территории России. Так, цитры были распространены в Китае и на Ближнем Востоке. В переводе Библии на русский язык цитрами названы древние музыкальные инструменты киннор и кийтарос (катрос). Инструмент типа цитры с пятью струнами бытовал в традиционной культуре хантов и манси.